# Edith Klatt
Edith Klatt geborene Mischke (* 24. Januar 1895 in Berlin; † 14. Dezember 1971 in Ribnitz-Damgarten) war eine deutsche Ärztin und Schriftstellerin.

## Leben
Edith Mischke kam 1895 in Berlin als Tochter des Schriftstellers Karl Mischke (1863–1932), einem Schüler von Friedrich Engels, zur Welt. Ihre Kindheit verbrachte sie in Japan, wo sie in Yokohama die Internationale Schule besuchte. Mit ihren Eltern bereiste sie Indien und Sibirien. Diese Reisen in früher Jugend waren prägend und weckten ihr ethnographisches Interesse. 1912 kehrte die Familie nach Deutschland zurück. Nach dem Abitur 1916 studierte sie in Berlin und München Medizin, ohne dieses abzuschließen. 1919 heiratete sie den Reformpädagogen, Schriftsteller und Zeichner Fritz Klatt. Aus dieser Ehe stammen ein Sohn, Ullrich, und eine Tochter, Elisabeth. Angeregt von Käthe Kollwitz begann Edith Klatt Anfang der Zwanzigerjahre mit dem Aufbau eines Kindererholungsheims der Internationalen Arbeiterhilfe in Prerow, einem Ostseebad auf dem Darß; zum Unmut der Einheimischen, die wohl eine abschreckende Wirkung auf zahlungskräftige Badegäste fürchteten. Trotz dieser Widerstände begann das Ehepaar Klatt ab 1921 in mehreren Etappen das Heim zu einem Volksschulheim auszubauen und Ferienkurse zu veranstalten. Nach 1933 mit der Machtergreifung durch die Nationalsozialisten konnte das Heim nur noch wenige Jahre in wesentlich reduzierter Form als Freizeit- und Erholungsheim weitergeführt werden. 1934 erschien ihre erste literarische Arbeit Jupp und Peter können zaubern. 1935 wurde die Ehe mit Fritz Klatt geschieden. 1936 nahm sie ihr 1921 abgebrochenes Medizinstudium wieder auf, legte 1939, dem Jahr der endgültigen Schließung des Erholungsheimes in Prerow, ihr Staatsexamen ab und wurde umgehend zum Kriegseinsatz bestellt. Diesen verrichtete sie als Ärztin bis 1944 in Freiburg, Dresden, Arnstadt und Stralsund. Zwischenzeitlich war im Jahr 1937 eine weitere frühe literarische Arbeit erschienen, die Erzählung Der Hund.

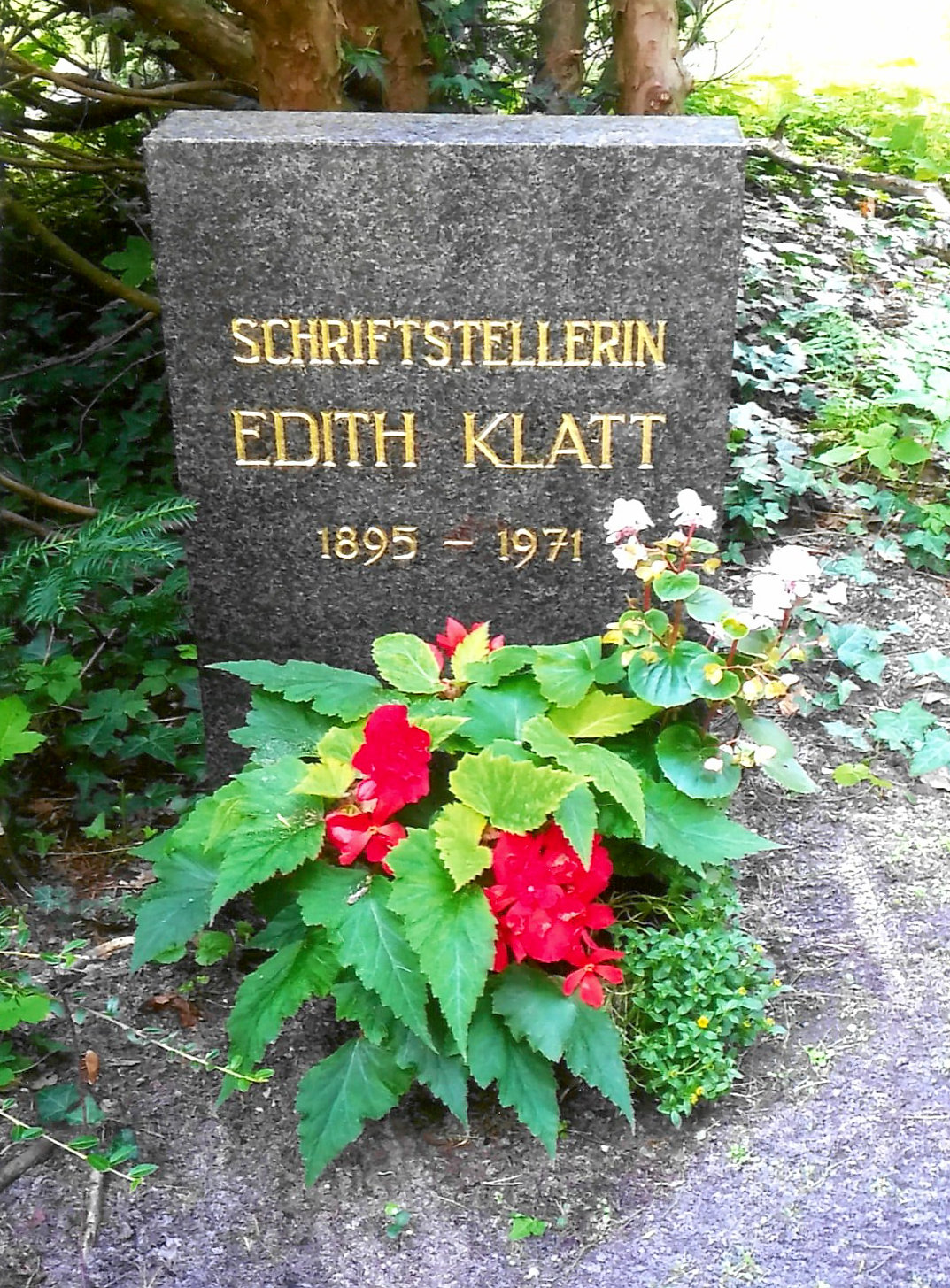
Grabstein von Edit Klatt auf dem Kirchhof der Seemannskirche Prerow ab 2019

Bei einem Bombenangriff wurde Edith Klatt verschüttet und erlitt so schwere Kopfverletzungen, dass sie danach nicht mehr als Ärztin tätig sein konnte. Ihr Sohn Ullrich fiel in den Kämpfen an der Oder im letzten Kriegsjahr, von Tochter Elisabeth fehlte nach dem Kriegsende jede Spur; man musste davon ausgehen, dass sie im Konzentrationslager getötet worden war. Eine zweite Ehe mit Dr. Werner Meyer wurde bereits 1946 geschieden. Edith Klatt bezog wieder das circa 1923 erbaute Haus in Prerow und widmete sich ihrer schriftstellerischen Arbeit. 1967 erfolgte die Aufnahme in den Deutschen Schriftstellerverband (DSV). In ihrem Domizil führte sie bis zu ihrem Tod im Dezember 1971 ein bescheidenes, zurückgezogenes Leben. Wer ihr in späten Jahren begegnete, erinnert eine zurückhaltende, freundliche Frau, stets in einem abgetragenen Trainingsanzug, das weiße Haar locker zusammengenommen. Äußerlichkeiten waren ihr nichts. Und doch erschienen in diesen Jahren ihre wichtigsten, zum Teil ausgezeichneten literarischen Werke: Kinder- und Jugendliteratur, aber auch Bücher für Erwachsene, die zahlreiche Nachauflagen erlebten. Bevorzugte Schauplätze ihrer Erzählungen und Romane waren der hohe Norden Skandinaviens, Nord- und Südamerika. Meist steht darin das Leben der dortigen Ureinwohner im Zentrum.
Ihre letzte Ruhe fand sie auf dem Kirchfriedhof der Seemannskirche Prerow. Die Grabstelle Klatt ist um 2001 aufgelöst, der Grabstein an die südliche Friedhofsmauer versetzt worden.
Im Frühjahr 2019 wurde auf Initiative des Vereins zur Förderung der Heimatpflege und des Darß-Museums e.V. Ostseebad Prerow der Grabstein restauriert und steht nunmehr wieder an seinem Platz auf dem Friedhof. Die Pflege der Grabstelle Edith Klatts hat der Verein ebenfalls übernommen.

## Werke
- Jupp und Peter können zaubern. Herbert-Stuffer-Verlag, Berlin 1934.
- Der Hund. Eine Erzählung., Herbert Stuffer-Verlag, Baden-Baden/Berlin, 1937.
- Lustige Märchen aus der weiten Welt. Altberliner Verlag Lucie Groszer, Berlin 1956.
- Neitah, ein Mädchen im hohen Norden. Altberliner Verlag Lucie Groszer, Berlin 1956.
- Bergit und Andaras. Altberliner Verlag Lucie Groszer, Berlin 1958.
- Die Schlittenreise. Altberliner Verlag Lucie Groszer, Berlin 1958.
- Indianische Tiermärchen. Altberliner Verlag Lucie Groszer, Berlin 1958.
- Adlers Dank. Kinderbuchverlag, Berlin 1960.
- Unsere Jahre umgürteln sich. Roman aus dem alten Mexiko. Union-Verlag, Berlin 1961.
- Ildini. Indianische Kindergeschichten. Altberliner Verlag Lucie Groszer, Berlin 1961.
- Bunthaut und Hadaho. Nach Indianermärchen erzählt. Kinderbuchverlag, Berlin 1963.
- Die Brücke über den Apurímac. Aufstieg und Untergang des Inkareiches. Roman. Union-Verlag, Berlin 1965.
- Die Eule und die kleine gelbe Maus. Lustige Tiermärchen. Kinderbuchverlag, Berlin 1966.
- Lustige Märchen. Gesammelt und nacherzählt von Edith Klatt. Altberliner Verlag Lucie Groszer, Berlin 1968.
- Djiyin ein Indianermädchen. Kinderbuchverlag, Berlin 1969.
- Der wachsende Berg. Nach Indianermärchen erzählt. Kinderbuchverlag, Berlin 1969.
- Die letzte Schlittenreise. Verlag Neues Leben, Berlin 1970.
- Verzaubert ins Reich der Lachse. Kinderbuchverlag, Berlin 1986.

## Zitate

### Zur Person
„Ihr Temperament ist jugendlich, ihre Sprache resolut. […] Sie haßt die Geste und Äußerlichkeit. Ihr Lachen ist herzlich. Sie spricht fast niemals über sich selbst.“

### Zum Werk
„Edith Klatts Texte lassen die liebende Sorgfalt einer Autorin erkennen, die Pädagogik und Literatur als zwei Seiten einer Gesamtheit erkennt, die Kenntnis und Erkenntnis als zusammengehörende Dinge betrachtet. Sie besitzt das Talent, plastisch und poetisch schreiben zu können.“

„Edith Klatt verfügte über eine kindgemäße Schreibweise; sie brachte damit fremde Länder in ihren landschaftlichen Schönheiten, ihren Freuden und ihren Problemen den kleinen und großen Lesern ganz nahe. Die Autorin verstand es stets, mit viel Einfühlungsvermögen Land und Leute zu schildern und dabei historisches Wissen und völkerkundliche Fragen interessant zu verbinden.“

## Auszeichnungen
- 1957: „Bestes Kinderbuch des Jahres“ beim 10. Preisausschreiben des Ministeriums für Kultur für Kinder- und Jugendliteratur (für Neitah)
- 1970: Alex-Wedding-Medaille
- 1970: Medaille der Pionierorganisation „Ernst Thälmann“ in Gold